# جایزه گلدن گلوب کارول برنت
جایزه گلدن گلوب کارول برنت (انگلیسی: Golden Globe Carol Burnett Award) يک‌ جایزه افتخاری گلدن گلوب است که توسط انجمن مطبوعات خارجی هالیوود برای کمک‌های برجسته به تلویزیون جلوی دوربین یا پشت دوربین اهدا می‌شود.